# تشارلز ارين (سياسي)
تشارلز ارين (بالإنجليزية: Charles Warren)‏ هو محامي وسياسي أمريكي، ولد في 26 أبريل 1927 في كانساس سيتي في الولايات المتحدة. حزبياً، نشط في الحزب الديمقراطي. وقد انتخب عضو جمعية ولاية كاليفورنيا.